# Cryptotendipes usmaensis
Cryptotendipes usmaensis är en tvåvingeart som först beskrevs av Félix Pagast 1931.  Cryptotendipes usmaensis ingår i släktet Cryptotendipes och familjen fjädermyggor. Arten är reproducerande i Sverige. Inga underarter finns listade i Catalogue of Life.